# Південноафриканський митний союз
Південно-Африканський митний союз (англ. Southern African Customs Union (SACU)) — торгово-економічний союз країн Південної Африки.

## Історія створення
Південно-Африканський митний союз — один із найстаріших митних союзів у світі. Він був заснований в 1910 році згідно з Угодою про митний союз між ПАС, Бечуаналендом , Басутолендом  і Свазілендом .
Після набуття цими територіями незалежності Угоду було переукладено 11 грудня 1969 року. Союз, що створений між ПАР, Ботсваною, Лесото і Свазілендом (нині Есватіні) був названий Південно-Африканським митним союзом. Угода набрала чинності з 1 березня 1970 року. Після того як Намібія здобула незалежність в 1990 році, вона стала 5-м членом Союзу.

## Члени
| Country  | Area (km2) | Population |
| -------- | ---------- | ---------- |
| Ботсвана | 581,730    | 2,630,296  |
| Есватіні | 17,360     | 1,201,670  |
| Лесото   | 30,360     | 2,305,825  |
| Намібія  | 824,290    | 2,567,012  |
| ПАР      | 1,219,090  | 59,893,885 |